# Média Matin Québec
Média Matin Québec var en gratis dagstidning i staden Québec i Kanada, utgiven 2007 till 2008. Tidningsstarten i april 2007, som innebar den första gratis dagstidningen i staden, var ett svar och påtryckningsmedel av medarbetare uppsagda från den etablerade lokala dagstidningen Journal de Québec.
Tidningen täckte huvudsakligen lokala händelser i staden och regionen. Den kom dagligen från måndag till fredag, med en daglig upplaga 40 000
Média Matin Québec lades ner i samband med att arbetskonflikten med Journal de Québec löstes och de uppsagda kunde återanställas i augusti 2008.